# De l'autre côté (chanson)
Pistes de Comme prévu
Rose
(8) Elle m'a eu
(10)
De l'autre côté est une chanson du rappeur français Ninho en featuring avec Nekfeu, extrait de l’album Comme prévu sorti en 2017.
Le titre est certifié single de diamant.

## Genèse
Ce titre s’est réalisé à distance[Quoi ?],.

## Classement et certification

### Classement
| Classement                   | Meilleure Position |
| ---------------------------- | ------------------ |
| France (SNEP)                | 2                  |
| Suisse (Schweizer Hitparade) | 71                 |

### Certification
| Pays   | Organisme | Certification | Seuil                            |
| ------ | --------- | ------------- | -------------------------------- |
| France | SNEP      | Diamant       | 35 millions d'équivalent streams |